# واتارو کیتاهارا
واتارو کیتاهارا (انگلیسی: Wataru Kitahara؛ زادهٔ ۲ اوت ۱۹۸۲) بازیکن فوتبال اهل ژاپن است که در تیم ملی فوتبال تیم ملی فوتسال ژاپن بازی کرده‌است.